# Anime Alive
 (août 2024).
Si vous disposez d'ouvrages ou d'articles de référence ou si vous connaissez des sites web de qualité traitant du thème abordé ici, merci de compléter l'article en donnant les références utiles à sa vérifiabilité et en les liant à la section « Notes et références ».
Albums de Shaman
Immortal
(2007) Origins
(2010)
Anime Alive est le deuxième DVD live du groupe brésilien Shaman.

## Liste des morceaux
Les douze pistes et trois extras de cet album sont :
1. "Renovatti"
2. "Inside Chains"
3. "Strength"
4. "For Tomorrow"
5. "Nothing to Say" (reprise de Angra)
6. "Freedom"
7. "Anime Drums"
8. "Ninja Solo"
9. "In the Dark"
10. "One Life"
11. "Carry On" (reprise de Angra)
12. "Immortal"

- Making of Immortal Tour (2007/2008)
- Making of Anime Friends
- In the Dark (Video Clip)

## Formation
- Thiago Bianchi - Chants
- Leo Mancini - Guitare
- Fernando Quesada - Basse
- Ricardo Confessori - Batterie
- Fabrizio Di Sarno (invité) - Claviers